# Haneda Tōru

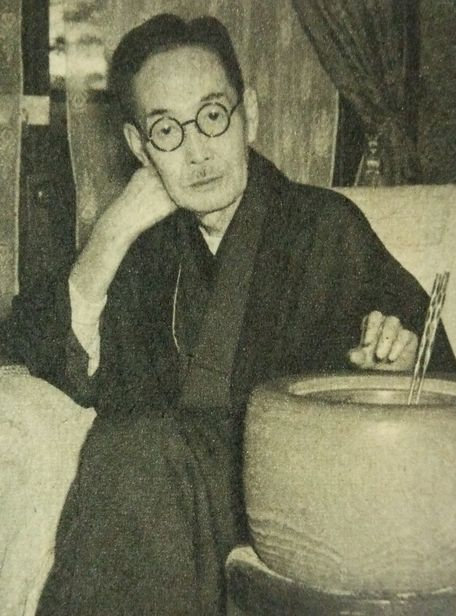
Haneda Tōru

Haneda Tōru (japanisch 羽田 亨; geboren 15. Mai 1882 in Mineyama (heute Kyōtango), Präfektur Kyoto; gestorben 13. April 1955) war ein japanischer Historiker und Spezialist für Ostasiatische Geschichte.

## Leben und Wirken
Haneda Tōru wurde als Sohn der Familie Yoshimura in der Präfektur Kyōto geboren. Im Alter von 16 Jahren wurde er von der Familie Haneda adoptiert. Er studierte Ostasiatische Geschichte an der Universität Tōkyō unter Shiratori Kurakichi (1865–1942). Nach dem Abschluss 1907 bildete er sich weiter in die Graduiertenschule der Universität Kyōto. 1909 wurde er dort Lektor und 1913 Assistenzprofessor. Zur Weiterbildung folgte ein Aufenthalt in Frankreich. Zusammen mit dem dortigen Gelehrten für Ostasiatische Geschichte, Paul Pelliot, untersuchte er Dokumente, die in den chinesischen Mogao-Grotten gefunden worden waren. Nach seiner Rückkehr nach Japan wurde er Professor und wurde als Mitglied der Akademie und als Präsident der Universität Kyōto ausgewählt. Von 1936 bis 1938 war er Direktor der Universitätsbibliothek, anschließend bis 1945 Präsident der Universität. Beim Eintritt in den Ruhestand 1946 wurde Haneda als „Meiyo Kyōju“ geehrt.
Nach seiner Pensionierung arbeitete Haneda als Direktor des „Instituts für Ostasiatische Kultur“ (東方文化研究所, Tōhō bunka kenkyūjo) der Universität und als Vorsitzender der „Gesellschaft für Ostasienwissenschaft“ (東方学会; Tōhōgaku-kai). Er beschäftigte sich mit der Geschichte der Mongolei und mit den Uiguren während der Tang-Dynastie. Es folgte die Beschäftigung mit den westlichen Regionen von Zentralasien. Für das Studium der „Gebiete außerhalb des Stammgebietes“ (塞外; Saigai) befürwortete er eine Methodik, die mit dem Erwerb der Sprache der lokalen Bevölkerung beginnen sollte, und etablierte damit ein System der westasiatischen Geschichte, das über das konventionelle Niveau hinausging.
1953 wurde Haneda als Person mit besonderen kulturellen Verdiensten geehrt und mit dem Kulturorden ausgezeichnet.
Zu seinen Büchern gehören „Einführung in die Geschichte der Westasiatischen Zivilisation“ (西域文明史概論, Seiiki bummei-shi gairon), „Westasiatische Kulturgeschichte“ (西域文化史, Seiiki bunka-shi). Seine verschiedenen Schriften sind in der „Sammlung der geschichtswissenschaftlichen Schriften des Dr. Haneda“ (羽田博士史学論文集, Haneda Hakase sigaku ronbun-shū) zusammengefasst.